# Giải bóng đá Cúp Quốc gia 2020
Giải bóng đá Cúp Quốc gia 2020, tên gọi chính thức là Giải bóng đá Cúp Quốc gia Bamboo Airways 2020 (tiếng Anh: 2020 Bamboo Airways National Cup) vì lý do tài trợ, là mùa giải thứ 28 của Giải bóng đá Cúp Quốc gia do Công ty Cổ phần Bóng đá chuyên nghiệp Việt Nam (VPF) tổ chức. Giải đấu diễn ra từ ngày 23 tháng 5 đến ngày 20 tháng 9 năm 2020, với sự tham gia của 26 câu lạc bộ bóng đá thuộc hai giải V.League 1 và V.League 2. Đây là năm thứ hai liên tiếp hãng hàng không Bamboo Airways trở thành nhà tài trợ chính cho giải đấu. Đội vô địch mùa giải này sẽ đại diện cho Việt Nam tham dự Cúp AFC 2021 và thi đấu trận Siêu cúp Quốc gia 2020.

## Thể thức thi đấu
Các câu lạc bộ bốc thăm từng cặp, thi đấu theo thể thức loại trực tiếp một lượt trận. Nếu tỷ số hoà sau khi kết thúc 90 phút thi đấu chính thức của trận đấu, hai đội sẽ thi đấu luân lưu 11m để xác định đội thắng. 

### Phân loại giải đấu
| Vòng đấu  | Số đội bóng vào thẳng                                                                                   | Số đội bóng từ vòng trước |
| --------- | --- | ------------------------- |
| Vòng loại | 20 đội từ V.League 1 và V.League 2                                                                      | —                         |
| Vòng 1/8  | 4 đội lọt vào bán kết mùa giải trước 2 đội "may mắn" (được bốc thăm vào vị trí không phải đá vòng loại) | 10 đội thắng vòng loại    |
| Tứ kết    | — | 8 đội bthắng vòng 1/8     |
| Bán kết   | — | 4 đội thắng vòng tứ kết   |
| Chung kết | — | 2 đội thắng vòng bán kết  |

## Mã số thi đấu các đội
Dưới đây là mã số thi đấu của các đội bóng, được quyết định tại lễ bốc thăm ngày 27 tháng 12 năm 2019. Đội có mã số nhỏ hơn sẽ thi đấu tại sân nhà ở vòng loại và vòng 1/8, trong khi ở tứ kết và bán kết, đội có mã số lớn hơn được thi đấu tại sân nhà.
Những đội in đậm được đặc cách vào vòng 1/8.
| Mã số | Đội                  |
| ----- | -------------------- |
| 01    | Becamex Bình Dương   |
| 02    | Phố Hiến             |
| 03    | Thanh Hóa            |
| 04    | An Giang             |
| 05    | Long An              |
| 06    | Khánh Hòa            |
| 07    | Viettel              |
| 08    | Than Quảng Ninh      |
| 09    | Dược Nam Hà Nam Định |

| Mã số | Đội                         |
| ----- | --------------------------- |
| 10    | Hoàng Anh Gia Lai           |
| 11    | Quảng Nam                   |
| 12    | Hồng Lĩnh Hà Tĩnh           |
| 13    | Xi Măng Fico – YTL Tây Ninh |
| 14    | Thành phố Hồ Chí Minh       |
| 15    | Huế                         |
| 16    | SHB Đà Nẵng                 |
| 17    | Sông Lam Nghệ An            |
| 18    | Bình Định                   |

| Mã số | Đội                      |
| ----- | ------------------------ |
| 19    | Bà Rịa – Vũng Tàu        |
| 20    | Sài Gòn                  |
| 21    | Xổ số kiến thiết Cần Thơ |
| 22    | Bình Phước               |
| 23    | Đắk Lắk                  |
| 24    | Hà Nội                   |
| 25    | Đồng Tháp                |
| 26    | Hải Phòng                |

## Giải thưởng
| Vòng đấu    | Tiền thưởng       |
| ----------- | ----------------- |
| Vòng loại   | 10.000.000 VNĐ    |
| Vòng 1/8    | 20.000.000 VNĐ    |
| Vòng tứ kết | 30.000.000 VNĐ    |
| Hạng Ba     | 200.000.000 VNĐ   |
| Á quân      | 500.000.000 VNĐ   |
| Vô địch     | 1.000.000.000 VNĐ |

## Lễ khai mạc
Lễ khai mạc chính thức của giải đã được diễn ra vào ngày 23 tháng 5 năm 2020 trên Sân vận động Thiên Trường, thành phố Nam Định, tỉnh Nam Định với trận đấu khai mạc vào lúc 18:00 giữa Dược Nam Hà Nam Định và Hoàng Anh Gia Lai.

## Sơ đồ thi đấu
|  | Vòng loại            | Vòng loại           |                      |       | Vòng 1/8 | Vòng 1/8 |  |  | Tứ kết | Tứ kết |  |  | Bán kết | Bán kết |  |  | Chung kết | Chung kết |
|  |                      |                     |                      |       |          |          |  |  |        |        |  |  |         |         |  |  |           |           |
|  |                      |                     |                      |       |          |          |  |  |        |        |  |  |         |         |  |  |           |           |
|  |                      |                     |                      |       |          |          |  |  |        |        |  |  |         |         |  |  |           |           |
|  |                      |                     |                      |       |          |          |  |  |        |        |  |  |         |         |  |  |           |           |
|  | 31 tháng 5           |                     |                      |       |          |          |  |  |        |        |  |  |         |         |  |  |           |           |
|  |                      |                     |                      |       |          |          |  |  |        |        |  |  |         |         |  |  |           |           |
|  | Quảng Nam            | 0                   |                      |       |          |          |  |  |        |        |  |  |         |         |  |  |           |           |
|  | Quảng Nam            | 0                   | 25 tháng 5           |       |          |          |  |  |        |        |  |  |         |         |  |  |           |           |
|  |                      |                     | Hồng Lĩnh Hà Tĩnh    | 1     |          |          |  |  |        |        |  |  |         |         |  |  |           |           |
|  | Hồng Lĩnh Hà Tĩnh    | 2                   | Hồng Lĩnh Hà Tĩnh    | 1     |          |          |  |  |        |        |  |  |         |         |  |  |           |           |
|  | Hồng Lĩnh Hà Tĩnh    | 2                   | 12 tháng 9 năm 2020  |       |          |          |  |  |        |        |  |  |         |         |  |  |           |           |
|  | XM Fico Tây Ninh     | 1                   |                      |       |          |          |  |  |        |        |  |  |         |         |  |  |           |           |
|  | XM Fico Tây Ninh     | 1                   | Hồng Lĩnh Hà Tĩnh    | 2     |          |          |  |  |        |        |  |  |         |         |  |  |           |           |
|  |                      |                     | Hồng Lĩnh Hà Tĩnh    | 2     |          |          |  |  |        |        |  |  |         |         |  |  |           |           |
|  |                      | Than Quảng Ninh     | 3                    |       |          |          |  |  |        |        |  |  |         |         |  |  |           |           |
|  |                      | Than Quảng Ninh     | 3                    |       |          |          |  |  |        |        |  |  |         |         |  |  |           |           |
|  | 30 tháng 5           |                     |                      |       |          |          |  |  |        |        |  |  |         |         |  |  |           |           |
|  |                      |                     |                      |       |          |          |  |  |        |        |  |  |         |         |  |  |           |           |
|  | Than Quảng Ninh      | 2 (5)               |                      |       |          |          |  |  |        |        |  |  |         |         |  |  |           |           |
|  | Than Quảng Ninh      | 2 (5)               | 23 tháng 5           |       |          |          |  |  |        |        |  |  |         |         |  |  |           |           |
|  |                      |                     | Dược Nam Hà Nam Định | 2 (4) |          |          |  |  |        |        |  |  |         |         |  |  |           |           |
|  | Dược Nam Hà Nam Định | 2                   | Dược Nam Hà Nam Định | 2 (4) |          |          |  |  |        |        |  |  |         |         |  |  |           |           |
|  | Dược Nam Hà Nam Định | 2                   | 16 tháng 9 năm 2020  |       |          |          |  |  |        |        |  |  |         |         |  |  |           |           |
|  | Hoàng Anh Gia Lai    | 0                   |                      |       |          |          |  |  |        |        |  |  |         |         |  |  |           |           |
|  | Hoàng Anh Gia Lai    | 0                   | Than Quảng Ninh      | 1     |          |          |  |  |        |        |  |  |         |         |  |  |           |           |
|  | 24 tháng 5           |                     | Than Quảng Ninh      | 1     |          |          |  |  |        |        |  |  |         |         |  |  |           |           |
|  |                      | Viettel             | 2                    |       |          |          |  |  |        |        |  |  |         |         |  |  |           |           |
|  | An Giang             | Viettel             | 2                    | 2 (6) |          |          |  |  |        |        |  |  |         |         |  |  |           |           |
|  | An Giang             | 30 tháng 5          |                      | 2 (6) |          |          |  |  |        |        |  |  |         |         |  |  |           |           |
|  | Long An              | 2 (5)               |                      |       |          |          |  |  |        |        |  |  |         |         |  |  |           |           |
|  | Long An              | 2 (5)               | An Giang             | 0     |          |          |  |  |        |        |  |  |         |         |  |  |           |           |
|  | 25 tháng 5           |                     | An Giang             | 0     |          |          |  |  |        |        |  |  |         |         |  |  |           |           |
|  |                      | Viettel             | 2                    |       |          |          |  |  |        |        |  |  |         |         |  |  |           |           |
|  | Sanna Khánh Hòa      | Viettel             | 2                    | 0     |          |          |  |  |        |        |  |  |         |         |  |  |           |           |
|  | Sanna Khánh Hòa      |                     | 12 tháng 9 năm 2020  | 0     |          |          |  |  |        |        |  |  |         |         |  |  |           |           |
|  | Viettel              | 1                   |                      |       |          |          |  |  |        |        |  |  |         |         |  |  |           |           |
|  | Viettel              | 1                   | Viettel              | 4     |          |          |  |  |        |        |  |  |         |         |  |  |           |           |
|  |                      |                     | Viettel              | 4     |          |          |  |  |        |        |  |  |         |         |  |  |           |           |
|  |                      | Becamex Bình Dương  | 1                    |       |          |          |  |  |        |        |  |  |         |         |  |  |           |           |
|  |                      | Becamex Bình Dương  | 1                    |       |          |          |  |  |        |        |  |  |         |         |  |  |           |           |
|  | 31 tháng 5 năm 2020  |                     |                      |       |          |          |  |  |        |        |  |  |         |         |  |  |           |           |
|  |                      |                     |                      |       |          |          |  |  |        |        |  |  |         |         |  |  |           |           |
|  | Becamex Bình Dương   | 1                   |                      |       |          |          |  |  |        |        |  |  |         |         |  |  |           |           |
|  | Becamex Bình Dương   | 1                   | 25 tháng 5           |       |          |          |  |  |        |        |  |  |         |         |  |  |           |           |
|  |                      |                     | Thanh Hóa            | 0     |          |          |  |  |        |        |  |  |         |         |  |  |           |           |
|  | Phố Hiến             | 1                   | Thanh Hóa            | 0     |          |          |  |  |        |        |  |  |         |         |  |  |           |           |
|  | Phố Hiến             | 1                   | 20 tháng 9 năm 2020  |       |          |          |  |  |        |        |  |  |         |         |  |  |           |           |
|  | Thanh Hóa            | 2                   |                      |       |          |          |  |  |        |        |  |  |         |         |  |  |           |           |
|  | Thanh Hóa            | 2                   | Viettel              | 1     |          |          |  |  |        |        |  |  |         |         |  |  |           |           |
|  |                      |                     | Viettel              | 1     |          |          |  |  |        |        |  |  |         |         |  |  |           |           |
|  |                      | Hà Nội              | 2                    |       |          |          |  |  |        |        |  |  |         |         |  |  |           |           |
|  |                      | Hà Nội              | 2                    |       |          |          |  |  |        |        |  |  |         |         |  |  |           |           |
|  | 31 tháng 5 năm 2020  |                     |                      |       |          |          |  |  |        |        |  |  |         |         |  |  |           |           |
|  |                      |                     |                      |       |          |          |  |  |        |        |  |  |         |         |  |  |           |           |
|  | Hà Nội               | 3                   |                      |       |          |          |  |  |        |        |  |  |         |         |  |  |           |           |
|  | Hà Nội               | 3                   | 25 tháng 5           |       |          |          |  |  |        |        |  |  |         |         |  |  |           |           |
|  |                      |                     | Đồng Tháp            | 0     |          |          |  |  |        |        |  |  |         |         |  |  |           |           |
|  | Đồng Tháp            | 3                   | Đồng Tháp            | 0     |          |          |  |  |        |        |  |  |         |         |  |  |           |           |
|  | Đồng Tháp            | 3                   | 11 tháng 9 năm 2020  |       |          |          |  |  |        |        |  |  |         |         |  |  |           |           |
|  | Hải Phòng            | 1                   |                      |       |          |          |  |  |        |        |  |  |         |         |  |  |           |           |
|  | Hải Phòng            | 1                   | Hà Nội               | 7     |          |          |  |  |        |        |  |  |         |         |  |  |           |           |
|  |                      |                     | Hà Nội               | 7     |          |          |  |  |        |        |  |  |         |         |  |  |           |           |
|  |                      | XSKT Cần Thơ        | 0                    |       |          |          |  |  |        |        |  |  |         |         |  |  |           |           |
|  |                      | XSKT Cần Thơ        | 0                    |       |          |          |  |  |        |        |  |  |         |         |  |  |           |           |
|  | 31 tháng 5 năm 2020  |                     |                      |       |          |          |  |  |        |        |  |  |         |         |  |  |           |           |
|  |                      |                     |                      |       |          |          |  |  |        |        |  |  |         |         |  |  |           |           |
|  | XSKT Cần Thơ         | 1                   |                      |       |          |          |  |  |        |        |  |  |         |         |  |  |           |           |
|  | XSKT Cần Thơ         | 1                   | 25 tháng 5           |       |          |          |  |  |        |        |  |  |         |         |  |  |           |           |
|  |                      |                     | Bình Phước           | 0     |          |          |  |  |        |        |  |  |         |         |  |  |           |           |
|  | Bình Phước           | 2                   | Bình Phước           | 0     |          |          |  |  |        |        |  |  |         |         |  |  |           |           |
|  | Bình Phước           | 2                   | 16 tháng 9 năm 2020  |       |          |          |  |  |        |        |  |  |         |         |  |  |           |           |
|  | Đắk Lắk              | 0                   |                      |       |          |          |  |  |        |        |  |  |         |         |  |  |           |           |
|  | Đắk Lắk              | 0                   | Hà Nội               | 2     |          |          |  |  |        |        |  |  |         |         |  |  |           |           |
|  | 24 tháng 5           |                     | Hà Nội               | 2     |          |          |  |  |        |        |  |  |         |         |  |  |           |           |
|  |                      | TP Hồ Chí Minh      | 1                    |       |          |          |  |  |        |        |  |  |         |         |  |  |           |           |
|  | Sông Lam Nghệ An     | TP Hồ Chí Minh      | 1                    | 1     |          |          |  |  |        |        |  |  |         |         |  |  |           |           |
|  | Sông Lam Nghệ An     | 30 tháng 5 năm 2020 |                      | 1     |          |          |  |  |        |        |  |  |         |         |  |  |           |           |
|  | Bình Định            | 0                   |                      |       |          |          |  |  |        |        |  |  |         |         |  |  |           |           |
|  | Bình Định            | 0                   | Sông Lam Nghệ An     | 1 (4) |          |          |  |  |        |        |  |  |         |         |  |  |           |           |
|  | 24 tháng 5           |                     | Sông Lam Nghệ An     | 1 (4) |          |          |  |  |        |        |  |  |         |         |  |  |           |           |
|  |                      | Bà Rịa Vũng Tàu     | 1 (5)                |       |          |          |  |  |        |        |  |  |         |         |  |  |           |           |
|  | Bà Rịa Vũng Tàu      | Bà Rịa Vũng Tàu     | 1 (5)                | 2     |          |          |  |  |        |        |  |  |         |         |  |  |           |           |
|  | Bà Rịa Vũng Tàu      |                     | 11 tháng 9 năm 2020  | 2     |          |          |  |  |        |        |  |  |         |         |  |  |           |           |
|  | Sài Gòn              | 1                   |                      |       |          |          |  |  |        |        |  |  |         |         |  |  |           |           |
|  | Sài Gòn              | 1                   | Bà Rịa Vũng Tàu      | 2     |          |          |  |  |        |        |  |  |         |         |  |  |           |           |
|  |                      |                     | Bà Rịa Vũng Tàu      | 2     |          |          |  |  |        |        |  |  |         |         |  |  |           |           |
|  |                      | TP Hồ Chí Minh      | 3                    |       |          |          |  |  |        |        |  |  |         |         |  |  |           |           |
|  |                      | TP Hồ Chí Minh      | 3                    |       |          |          |  |  |        |        |  |  |         |         |  |  |           |           |
|  | 30 tháng 5 năm 2020  |                     |                      |       |          |          |  |  |        |        |  |  |         |         |  |  |           |           |
|  |                      |                     |                      |       |          |          |  |  |        |        |  |  |         |         |  |  |           |           |
|  | TP Hồ Chí Minh       | 0 (3)               |                      |       |          |          |  |  |        |        |  |  |         |         |  |  |           |           |
|  | TP Hồ Chí Minh       | 0 (3)               | 24 tháng 5           |       |          |          |  |  |        |        |  |  |         |         |  |  |           |           |
|  |                      |                     | SHB Đà Nẵng          | 0 (2) |          |          |  |  |        |        |  |  |         |         |  |  |           |           |
|  | Huế                  | 0                   | SHB Đà Nẵng          | 0 (2) |          |          |  |  |        |        |  |  |         |         |  |  |           |           |
|  | Huế                  | 0                   |                      |       |          |          |  |  |        |        |  |  |         |         |  |  |           |           |
|  | SHB Đà Nẵng          | 1                   |                      |       |          |          |  |  |        |        |  |  |         |         |  |  |           |           |
|  | SHB Đà Nẵng          | 1                   |                      |       |          |          |  |  |        |        |  |  |         |         |  |  |           |           |

## Vòng loại
| Dược Nam Hà Nam Định                                      | 2–0      | Hoàng Anh Gia Lai                                      |
| --------------------------------------------------------- | -------- | ------------------------------------------------------ |
| - Nguyễn Hạ Long 12' - Rafaelson 43' - Mai Xuân Quyết 63' | Chi tiết | - Vũ Văn Thanh 27' - Chevaughn Walsh 45' - A Hoàng 55' |

| Dược Nam Hà Nam Định | Hoàng Anh Gia Lai |

| Các trợ lý trọng tài: Trương Đức Chiến Phan Huy Hoàng Ngô Quốc Hưng Giám sát trận đấu: Nguyễn Hồng Sơn Giám sát trọng tài: Đào Văn Cường | Điều lệ trận đấu - 90 phút thi đấu chính thức. - Sút luân lưu nếu tỷ số hòa sau hai hiệp chính. |

| Thống kê             | Dược Nam Hà Nam Định | Hoàng Anh Gia Lai |
| -------------------- | -------------------- | ----------------- |
| Bàn thắng            | 2                    | 0                 |
| Tỷ lệ kiểm soát bóng | 49%                  | 51%               |
| Số cú sút            | 8                    | 9                 |
| Số cú sút trúng đích | 5                    | 1                 |
| Phạm lỗi             | 18                   | 15                |
| Việt vị              | 8                    | 1                 |
| Thẻ vàng             | 2                    | 3                 |
| Thẻ đỏ               | 0                    | 0                 |

| An Giang | 2–2      | Long An |
| --- | -------- | --- |
| - Vũ Mạnh Duy 18' - Võ Đình Lâm 32' - Võ Văn Huy 50' - Lương Thanh Sang 70' - Lê Tuấn Anh 77'                      | Chi tiết | - Nguyễn Khắc Vũ 5' - Đoàn Hải Quân 18' - Trần Hoài Nam 25' (ph.đ.) - Ngô Hoàng Anh 26' - Trần Văn Thịnh 41' - Đinh Văn Hùng 72' - Lê Hoàng Dương 89' |
| Loạt sút luân lưu                                                                                                  |          | |
| - Lương Thanh Sang - Trần Gia Nam - Võ Đình Lâm - Bùi Văn Hưng - Nguyễn Văn Trọng - Nguyễn Sỹ Tú - Trần Trọng Hiếu | 6–5      | - Ngô Hoàng Anh - Nguyễn Văn Nhuần - Phan Tấn Tài - Đoàn Hải Quân - Lê Hoàng Dương - Đinh Văn Hùng                                                    |

| An Giang | Long An |

| Huế                 | 0–1      | SHB Đà Nẵng              |
| ------------------- | -------- | ------------------------ |
| Hoàng Văn Quyết 67' | Chi tiết | Hà Đức Chinh 67' (ph.đ.) |

| Huế | SHB Đà Nẵng |

| Sông Lam Nghệ An                      | 1–0      | Bình Định |
| ------------------------------------- | -------- | --------- |
| Nguyễn Sỹ Nam 60' · Bùi Đình Châu 12' | Chi tiết |           |

| Sông Lam Nghệ An | Bình Định |

| Bà Rịa – Vũng Tàu       | 2–1      | Sài Gòn |
| ----------------------- | -------- | --- |
| - Chu Văn Kiên 61', 72' | Chi tiết | - Ngô Anh Vũ 87' · Bùi Trần Vũ 90' · Nguyễn Văn Ngọ 90' · Huỳnh Tấn Tài 90' · Nguyễn Quốc Long 90' · Thân Thành Tín 90' |

| Bà Rịa Vũng Tàu | Sài Gòn |

| Đồng Tháp                                                                                       | 3–1      | Hải Phòng                                   |
| ----------------------------------------------------------------------------------------------- | -------- | ------------------------------------------- |
| - Trương Huỳnh Anh Khoa 6', 11' - Võ Thanh Hậu 66' - Nguyễn Hoàng Duy 23' - Hồ Trường Khang 83' | Chi tiết | - Đồng Văn Trung 66' - Nguyễn Hoàng Duy 56' |

| Đồng Tháp | Hải Phòng |

| Phố Hiến                                                                            | 1–2      | Thanh Hóa |
| ----------------------------------------------------------------------------------- | -------- | --- |
| - Lâm Thuận 90' - Lê Vũ Quốc Nhật 8' - Nguyễn Trọng Long 77' - Trịnh Quang Vinh 85' | Chi tiết | - Hoàng Vũ Samson 57' - Hoàng Đình Tùng 90+6' - Nguyễn Hữu Lâm 45' - Trịnh Đình Hùng 79' - Nguyễn Minh Tùng 83' |

| Sanna Khánh Hòa Biển Việt Nam | 0–1      | Viettel |
| ----------------------------- | -------- | --- |
|                               | Chi tiết | - Nguyễn Việt Phong 82' 63' - Nguyễn Trọng Hoàng 33' - Dương Văn Hào 45' - Hồ Khắc Ngọc 74' - Quế Ngọc Hải 90' |

| Sanna Khánh Hòa BVN | Viettel |

| Bình Phước                                    | 2–0      | Đắk Lắk          |
| --------------------------------------------- | -------- | ---------------- |
| - Hoàng Ngọc Hùng 4', 7' - Nguyễn Văn Thờ 37' | Chi tiết | - Hà Ngọc Vũ 65' |

| Bình Phước | Đắk Lắk |

| Hồng Lĩnh Hà Tĩnh                                                   | 2–1      | Xi Măng Fico – YTL Tây Ninh                                       |
| ------------------------------------------------------------------- | -------- | ----------------------------------------------------------------- |
| - Phạm Tuấn Hải 10' (ph.đ.) - Vũ Hữu Quý 84' - Nguyễn Trung Học 76' | Chi tiết | - Lương Quốc Thắng 6' 88' - Nguyễn Văn Đức 9' - Lâm Văn Ngoan 35' |

| Hồng Lĩnh Hà Tĩnh | Xi Măng Fico - YTL Tây Ninh |

## Vòng 16 đội
| An Giang | 0–2                                        | Viettel                                 |
| -------- | ------------------------------------------ | --------------------------------------- |
|          | [https://vpf.vn/match/an-giang-vs-viettel/ | Nhâm Mạnh Dũng 70' · Bùi Quang Khải 78' |

| An Giang | Viettel |

| Sông Lam Nghệ An                                                             | 1–1      | Bà Rịa Vũng Tàu                                                                     |
| ---------------------------------------------------------------------------- | -------- | ----------------------------------------------------------------------------------- |
| Hồ Tuấn Tài 45+1' · Thái Bá Sang 27' · Trần Đình Đồng 43'                    | Chi tiết | Trần Đình Bảo 16' · Lê Minh Bình 53' · Nguyễn Trung Tín 61'                         |
| Loạt sút luân lưu                                                            |          |                                                                                     |
| Phan Văn Đức · Nguyễn Sỹ Nam · Phạm Thế Nhật · Trần Đình Đồng · Đặng Văn Lắm | 4–5      | Nguyễn Văn Giang · Nguyễn Trung Tín · Võ Hoàng Quảng · Trần Đình Bảo · Võ Ngọc Tỉnh |

| Sông Lam Nghệ An | Bà Rịa Vũng Tàu |

| Than Quảng Ninh                                                                                                   | 2–2      | Dược Nam Hà Nam Định                                                               |
| --- | -------- | ---------------------------------------------------------------------------------- |
| Fagan 32' · Jeremie Lynch 37' · Huỳnh Tuấn Linh 18' · Đào Nhật Minh 35' · Nguyễn Hai Long 45' · Mạc Hồng Quân 55' | Chi tiết | Rafaelson 39', 41' · Trần Mạnh Hùng 24' · Mai Xuân Quyết 46' · Đinh Văn Trường 70' |
| Loạt sút luân lưu                                                                                                 |          |                                                                                    |
| Fagan · Phạm Nguyên Sa · Đặng Quang Huy · Neven · Jeremie Lynch                                                   | 5–4      | Merlo · Rafaelson · Trần Mạnh Cường · Hoàng Minh Tuấn · Nguyễn Hạ Long             |

| Than Quảng Ninh | Dược Nam Hà Nam Định |

| Thành phố Hồ Chí Minh                                            | 0–0      | SHB Đà Nẵng                                                          |
| ---------------------------------------------------------------- | -------- | -------------------------------------------------------------------- |
| Nguyễn Hữu Tuấn 15' · Nguyễn Công Phượng 79'                     | Chi tiết | Trần Đình Hoàng 45+1'                                                |
| Loạt sút luân lưu                                                |          |                                                                      |
| Đỗ Văn Thuận · Nguyễn Công Phượng · Ngô Tùng Quốc · Papé Diakité | 3–2      | Ismahil · Hoàng Minh Tâm · Igor · Trần Đình Hoàng · Nguyễn Thanh Hải |

| Thành phố Hồ Chí Minh | SHB Đà Nẵng |

| Becamex Bình Dương             | 1–0      | Thanh Hóa |
| ------------------------------ | -------- | --------- |
| Hồ Tấn Tài 72' · Tô Văn Vũ 76' | Chi tiết |           |

| Becamex Bình Dương | Thanh Hóa |

| Quảng Nam                                  | 0–1      | Hồng Lĩnh Hà Tĩnh                           |
| ------------------------------------------ | -------- | ------------------------------------------- |
| Đinh Thanh Trung 43' · Nguyễn Anh Hùng 70' | Chi tiết | Victor Mansaray 30' · Lý Công Hoàng Anh 72' |

| Quảng Nam | Hồng Lĩnh Hà Tĩnh |

| Xổ số kiến thiết Cần Thơ                                  | 1–0      | Bình Phước |
| --------------------------------------------------------- | -------- | ---------- |
| Dương Văn An 71' · Thái Minh Thuận 50' · Bùi Hoàng Mỹ 87' | Chi tiết |            |

| XSKT Cần Thơ | Bình Phước |

| Hà Nội                                                                       | 3–0      | Đồng Tháp |
| ---------------------------------------------------------------------------- | -------- | --------- |
| - Nguyễn Văn Dũng 31' - Nguyễn Thành Chung 90+1' 37' - Nguyễn Tuấn Anh 90+3' | Chi tiết |           |

| Hà Nội | Đồng Tháp |

## Vòng tứ kết
| Bà Rịa – Vũng Tàu                       | 2–3      | Thành phố Hồ Chí Minh                                           |
| --------------------------------------- | -------- | --------------------------------------------------------------- |
| - Nguyễn Ngọc Hùng 3' - Bùi Văn Đức 11' | Chi tiết | - Nguyễn Công Phượng 62' - Võ Huy Toàn 82' - Đỗ Văn Thuận 90+4' |

| Bà Rịa Vũng Tàu | Thành phố Hồ Chí Minh |

| Hà Nội | 7–0      | Xổ số kiến thiết Cần Thơ |
| --- | -------- | ------------------------ |
| - Nguyễn Thành Chung 8' - Nguyễn Văn Quyết 13' (ph.đ.), 35' - Nguyễn Quang Hải 25', 58' - Đỗ Hùng Dũng 55' - Hồ Minh Dĩ 88' | Chi tiết |                          |

| Hà Nội | Xổ số kiến thiết Cần Thơ |

| Hồng Lĩnh Hà Tĩnh                                  | 2–3      | Than Quảng Ninh                                                       |
| -------------------------------------------------- | -------- | --------------------------------------------------------------------- |
| - Victor Mansaray 40' - Bruno Henrique 87' (ph.đ.) | Chi tiết | - Jeremie Lynch 6' - Phạm Trung Hiếu 45+1' - Giang Trần Quách Tân 64' |

| Hồng Lĩnh Hà Tĩnh | Than Quảng Ninh |

| Viettel                                                                      | 4–1      | Becamex Bình Dương     |
| ---------------------------------------------------------------------------- | -------- | ---------------------- |
| - Venacio 14' - Hồ Khắc Ngọc 16' - Bruno Cantanhede 19' - Vũ Minh Tuấn 90+3' | Chi tiết | - Youssouf 25' (ph.đ.) |

| Viettel | Becamex Bình Dương |

## Vòng bán kết
Do ảnh hưởng của đại dịch COVID-19 tại Việt Nam, cả hai trận đấu bán kết được diễn ra trong điều kiện không có khán giả.
| Than Quảng Ninh       | 1–2      | Viettel                                      |
| --------------------- | -------- | -------------------------------------------- |
| - Nguyễn Hai Long 87' | Chi tiết | - Bruno Cantanhede 53' - Bùi Tiến Dũng 90+3' |

| Than Quảng Ninh | Viettel |

| Hà Nội                                                                           | 5–1      | Thành phố Hồ Chí Minh |
| -------------------------------------------------------------------------------- | -------- | --------------------- |
| - Nguyễn Văn Quyết 45', 75', 90' - Nguyễn Thành Chung 47' - Nguyễn Quang Hải 63' | Chi tiết | - Đỗ Văn Thuận 49'    |

| Hà Nội | Thành phố Hồ Chí Minh |

## Trận chung kết
| Hà Nội                                           | 2–1      | Viettel             |
| ------------------------------------------------ | -------- | ------------------- |
| - Trương Văn Thái Quý 82' - Nguyễn Quang Hải 89' | Chi tiết | - Trần Ngọc Sơn 75' |

| Hà Nội | Viettel |

| Cầu thủ xuất sắc nhất trận: Các trợ lý trọng tài: Phạm Mạnh Long, Nguyễn Long Hải Trọng tài thứ tư: Vũ Phúc Hoan | Điều lệ trận đấu - 90 phút thi đấu chính thức. - Sút luân lưu nếu tỷ số hòa. |

| Thống kê                    | Hà Nội | Viettel |
| --------------------------- | ------ | ------- |
| Bàn thắng                   | 2      | 1       |
| Tỷ lệ kiểm soát bóng        | 42%    | 58%     |
| Số cú sút trúng đích        | 4      | 6       |
| Tổng cú sút                 | 10     | 12      |
| Phạt góc                    | 2      | 3       |
| Thẻ vàng                    | 0      | 5       |
| Thẻ đỏ                      | 0      | 0       |
| Nguồn tham khảo: Bongdaplus |        |         |

## Cầu thủ ghi bàn hàng đầu
Tính đến 20 tháng 9 năm 2020
| Xếp hạng | Cầu thủ            | Câu lạc bộ            | Số bàn thắng |
| -------- | ------------------ | --------------------- | ------------ |
| 1        | Nguyễn Văn Quyết   | Hà Nội                | 5            |
| 2        | Nguyễn Quang Hải   | Hà Nội                | 4            |
| 3        | Nguyễn Thành Chung | Hà Nội                | 3            |
| 3        | Rafaelson          | Dược Nam Hà Nam Định  | 3            |
| 5        | Đỗ Văn Thuận       | Thành phố Hồ Chí Minh | 2            |
| 5        | Chu Văn Kiên       | Bà Rịa Vũng Tàu       | 2            |
| 5        | Hoàng Ngọc Hùng    | Bình Phước            | 2            |
| 5        | Bruno Cantanhede   | Viettel               | 2            |
| 5        | Jermie Lynch       | Than Quảng Ninh       | 2            |
| 5        | Victor Mansaray    | Hồng Lĩnh Hà Tĩnh     | 2            |

## Truyền hình
Các trận đấu tại giải bóng đá Cúp Quốc gia 2020 được phát sóng trực tiếp trên các kênh Bóng đá TV, Thể thao TV, Thể thao tin tức HD, On Sports - VTC3, SCTV6 và SCTV16.